# Sohee Park
Sohee Park (Niigata, 19 dicembre 1975) è un attore giapponese, con genitori coreani.
Inizia la sua carriera nel 2002 e lavora principalmente a Tokyo in film giapponesi, anche se ha lavorato anche in produzioni statunitensi.
La sua famiglia appartiene all'etnia Zainichi.
Tra i suoi film è famoso per aver recitato in The Ramen Girl del 2008 in cui fa la parte di Toshi, ragazzo interessato a Abby (nel film interpretata da Brittany Murphy).